# جو دان جولد
جو دان جولد (بالإنجليزية: Joe Dan Gold)‏ هو مدرب كرة سلة أمريكي، ولد في 7 يوليو 1942، وتوفي في 14 أبريل 2011.